# محوطه دار برو (درخت بلوط)
محوطه دار برو (درخت بلوط) مربوط به دوران پیش از تاریخ ایران باستان است و در شهرستان کامیاران، روستای یوزی در واقع شده و این اثر در تاریخ ۱۰ مهر ۱۳۸۰ با شمارهٔ ثبت ۴۰۰۷ به‌عنوان یکی از آثار ملی ایران به ثبت رسیده است.